# Нижний Таканыш
 Нижний Таканыш — село в Мамадышском районе Татарстана. Административный центр Нижнетаканышского сельского поселения.

## География
Находится в северной части Татарстана на расстоянии приблизительно 30 км на северо-запад по прямой от районного центра города Мамадыш у речки Уча.

## История
Известно с 1680 года как Починок Старый Ошлан, позже упоминалось как Нижний Ошлан. В начале XX века имелась 2 мечети.
В «Списке населенных мест по сведениям 1859 года», изданном в 1866 году, населённый пункт упомянут как казённая деревня Нижний Ошман (Таканыш) 2-го стана Мамадышского уезда Казанской губернии. Располагалась при речке Шие, на Кукморском торговом тракте, в 38 верстах от уездного города Мамадыша и в 12 верстах от становой квартиры в казённой деревне Ахманова (Ишкеево). В деревне, в 111 дворах жили 723 человека (354 мужчины и 369 женщин), была мечеть.

## Население
Постоянных жителей было: в 1859 году — 487, в 1897—1161, в 1908—1234, в 1920—884, в 1926—814, в 1949—1054, в 1958—1463, в 1970—1186, в 1979—1300, в 1989—999, в 2002 году 982 (татары 94 %), в 2010 году 936.